# Gymnocarpium ehrenbergiana
Gymnocarpium ehrenbergiana là một loài dương xỉ trong họ Cystopteridaceae. Loài này được Klotzsch mô tả khoa học đầu tiên..
Danh pháp khoa học của loài này chưa được làm sáng tỏ. 